# Zbigniew Żedzicki
Zbigniew Żedzicki (* 28. Juni 1945 in Alfeld (Leine), Britische Besatzungszone) ist ein ehemaliger polnischer Ringer. Er gewann bei Europameisterschaften im freien Stil drei Bronzemedaillen im Bantamgewicht und startete für Polen dreimal bei Olympischen Spielen.

## Werdegang
Der im Zuge des Kriegs- bzw. Nachkriegsgeschehens in Deutschland geborene Zbigniew Żedzicki kam mit seiner Familie im Rahmen der Repatriierung nach Polen zurück. Dort begann er als Jugendlicher mit dem Ringen. Nach ersten größeren Erfolgen im nationalen Bereich trat er in die polnische Volksarmee ein und startete für den Armeesportklub Gornik Wesola. Er rang ausschließlich im freien Stil und während seiner ganzen Laufbahn im Bantamgewicht, der Gewichtsklasse, die damals bei 57 kg ihr Gewichtslimit hatte.
Mit 22 Jahren begann bei der Europameisterschaft 1967 in Istanbul seine internationale Karriere. Er belegte dort mit zwei Siegen, darunter einem über den bundesdeutschen Meister Franz Tempes, und zwei Niederlagen einen sehr guten fünften Platz. Bei der Europameisterschaft im Olympiajahr 1968 in Skopje gelang Zbigniew Żedzicki dann gleich der erste Medaillengewinn. Er gewann dort eine Bronzemedaille. Gegen Iwan Schawow aus Bulgarien und den vielfachen Weltmeister Ali Alijew aus der Sowjetunion hatte er allerdings in den Endkämpfen keine Chance. Bei den Olympischen Spielen in Mexiko-Stadt gelangen ihm drei Siege. Er verlor aber erneut gegen Iwan Schawow und den japanischen Ringer Yōjirō Uetake, der auch Ali Alijew deklassiert hatte und erreichte mit dem sechsten Platz eine gute Platzierung.
Zur Weltmeisterschaft 1969 in Mar del Plata entsandte Polen keine Mannschaft. Deshalb war Zbigniew Żedzicki in diesem Jahr nur bei der Europameisterschaft in Sofia am Start. Er gewann dort nur über Horst Mayer aus der DDR und musste nach Niederlagen gegen Mehmet Esenceli aus der Türkei und Pawel Maljan aus der UdSSR ausscheiden und kam auf den 7. Platz.
1970 verfehlte er sowohl bei der Europameisterschaft in Berlin (Ost) als auch bei der Weltmeisterschaft in Edmonton mit dem 4. Platz jeweils knapp eine Medaille. In Sofia besiegtze er u. a. László Klinga aus Ungarn und in Edmonton Donald Behm aus den Vereinigten Staaten und erneut László Klinga. Niederlagen musste er in Edmonton von Jancho Patrikow aus Bulgarien und Hideaki Yanagida aus Japan einstecken.
Nach einem 5. Platz bei der Weltmeisterschaft 1971 in Sofia, er unterlag dort gegen Jancho Patrikow und Donald Behm, gewann Zbigniew Żedzicki bei der Europameisterschaft 1972 in Kattowitz wieder eine Bronzemedaille. Er gewann dort u. a. über Eduard Giray aus der BRD. Bei den Olympischen Spielen dieses Jahres in München gelangen ihm zwar zunächst zwei Siege, aber Niederlagen gegen Iwan Schawow aus Bulgarien und Hideaki Yanagida aus Japan warfen ihn auf den 10. Platz zurück.
1973 kam er bei der Europameisterschaft in Lausanne auf den 5. Platz, bei der Weltmeisterschaft 1973 in Teheran gelang ihm aber kein Sieg. Nach einem Unentschieden gegen László Klinga und einer Niederlage gegen Kirkor Leonow aus Bulgarien kam er dort nur auf den 11. Platz. 1974 war Zbigniew Żedzicki bei der Europameisterschaft und der Weltmeisterschaft nicht am Start. Bei der Europameisterschaft 1975 in Karlsruhe gewann er dann mit vier Siegen seine dritte Bronzemedaille. Bei der Weltmeisterschaft 1975 unterlag er nach einem Sieg über den Griechen Giorgios Hatzioannidis gegen Wladimir Jumin aus der UdSSR und Masao Arai aus Japan und kam auf den 7. Platz.
Die letzte große internationale Meisterschaft, an der Zbigniew Żedzicki teilnahm, waren die Olympischen Spiele 1976 in Montreal, die dritten, an denen er teilnahm. Es konnte aber auch diese letzte Chance, eine olympische Medaille zu gewinnen, nicht wahrnehmen, denn nach einem Sieg über den US-Amerikaner Joe Corso unterlag er gegen Miho Dukow aus Bulgarien und Li Ho-Pyonk aus Nordkorea und landete damit auf dem 8. Platz.
Nach den Olympischen Spielen 1976 trat er zurück. Über seinen weiteren Lebensweg ist nichts bekannt.

## Internationale Erfolge
(OS = Olympische Spiele, WM = Weltmeisterschaft, EM = Europameisterschaft, F = freier Stil, Ba = Bantamgewicht, damals bis 57 kg Körpergewicht)
- 1966, 2. Platz, Intern. Tschechische Meisterschaft in Ostrava, F, Ba, hinter Mikulas Timko, CSSR u. vor Blicznokow, CSSR;

- 1967, 5. Platz, EM in Istanbul, F, B, mit Siegen über Sefer Feyzullah, Jugoslawien u. Franz Tempes, BRD u. Niederlagen gegen Nuculae Christea, Rumänien u. Jancho Patrikow, Bulgarien;

- 1967, 2. Platz, Vorolympische Spiele in Mexiko-Stadt, F, Ba, hinter Kirkor Leonow, Bulgarien u. vor V. Martinez, Mexiko;

- 1968, 1. Platz, Intern. Turnier in Zakopane, F, Ba, vor Slatew, Bulgarien u. Horst Mayer, DDR;

- 1968, 3. Platz, EM in Skopje, F, Ba, mit Siegen über Pekka Alanen, Finnland, Arne Axelsson, Schweden u. Viktor Gonda, Ungarn u. Niederlagen gegen Simeon Sutev, Jugoslawien, Iwan Schawow, Bulgarien u. Ali Alijew, UdSSR;

- 1968, 6. Platz, OS in Mexiko-Stadt, F, Ba, mit Siegen über Marco Teran, Ecuador, Horst Mayer, DDR u. Badsaryn Süchbaatar, Mongolei u. Niederlagen gegen Iwan Schawow u. Yōjirō Uetake, Japan;

- 1969, 7. Platz, EM in Sofia, F, Ba, mit einem Sieg über Horst Mayer u. Niederlagen gegen Mehmet Esenceli, Türkei u. Pawel Maljan, UdSSR;

- 1970, 4. Platz, EM in Berlin (Ost), F, Ba, mit Siegen über Peter Schädler, Schweiz, Gheorghe Stan, Rumänien u. László Klinga, Ungarn u. Niederlagen gegen Iwan Schawow u. Pawel Maljan;

- 1970, 4. Platz, WM in Edmonton, F, Ba, mit Siegen über Hasan Karaman, Türkei, Othon Moschidis, Griechenland, Donald Behm, USA u. László Klinga u. Niederlagen gegen Jancho Patrikow u. Hideaki Yanagida, Japan;

- 1971, 5. Platz, WM in Sofia, F, Ba, mit Siegen über Nureddin Mejri, Tunesien, Horst Mayer u. Mikulas Timko, einem Unentschieden gegen Jancho Patrikow u. einer Niederlage gegen Donald Behm;

- 1972, 1. Platz, Intern. Turnier in Zakopane, F, Ba, vor Laszlo Klinga u. Reinhard Mehlhorn, DDR;

- 1972, 3. Platz, EM in Kattowitz, F, Ba, mit Siegen über Eduard Giray, BRD, Peter Schädler, Schweiz u. Andre Gaudinot, Frankreich u. Niederlagen gegen Iwan Kuleschow, UdSSR u. Iwan Schawow;

- 1972, 10. Platz, OS in München, F, Ba, mit Siegen über An Jeo-woon, Südkorea u. Georgios Hatzioannidis, Griechenland u. Niederlagen gegen Iwan Schawow u. Hideaki Yanagida;

- 1973, 5. Platz, EM in Lausanne, F, Ba, mit Siegen über Kazim Yildirim, Türkei u. Eduard Giray, einem Unentschieden gegen László Klinga u. einer Niederlage gegen Roin Dobordschenidse, UdSSR;

- 1973, 11. Platz, WM in Teheran, F, Ba, nach einem Unentschieden gegen Kirkor Leonow u. einer Niederlage gegen Megdiin Choilogdordsch, Mongolei;

- 1975, 3. Platz, EM in Ludwigshafen am Rhein, F, Ba, mit Siegen über Orazio Fichero, Italien, Georgios Hatzioannidis, Armado Sanchez, Spanien u. László Klinga u. Niederlagen gegen Miho Dukow, Bulgarien u. Wladimir Jumin, UdSSR:

- 1975, 7. Platz, WM in Minsk, F, Ba, mit einem Sieg über Giorgios Hatzioannidis u. Niederlagen gegen Wladimir Jumin u. Masao Arai, Japan;

- 1976, 8. Platz, OS in Montreal, F, Ba, mit einem Sieg über Joe Corso, USA u. Niederlagen gegen Miho Dukow u. Li Ho-Pyonk, Nordkorea